# Corvus cornix
La corneja cenicienta (Corvus cornix) es un ave paseriforme de la familia de los córvidos.

## Descripción
Es parecida a la corneja negra, con la que se confunde muchas veces. En las zonas en que ambas especies coinciden se dan casos de híbridos,[cita requerida] y aunque algunos de dichos híbridos sean fértiles estudios[¿cuál?] realizados en 2003 han llevado a considerarlas como especies diferentes debido a la notable diferencia de color en el plumaje así como a la escasa viabilidad genética de los híbridos.
Su voz es fuerte, áspera y con fondo metálico.
Su nido está compuesto de palos, más liviano que el de la graja, en árboles o arbustos. Pone de cuatro a seis huevos en una nidada, de marzo a julio.

## Características
Mide unos 45-50 centímetros y tiene una envergadura alar de 1 metro. Su peso ronda el medio kilo. Hasta hace poco se la consideraba una subespecie de la corneja negra con la que, como ya se ha dicho, se confunde fácilmente. El plumaje es de un color beige o gris, y las alas de un azul metálico. La cabeza, al igual que el pico y las patas, es negra. 

### Vuelo
Parecido al de un azor o un gavilán, aunque más directo y lento. No suele planear.

## Hábitat y distribución
Rara en invierno en el norte de la península ibérica, aunque han aumentado sus avistamientos incluso en el centro peninsular, habiéndose constatado su anidamiento en la zona de Barcelona. Desde Francia hasta Rusia, pasando por Gran Bretaña e Irlanda. Falta en el centro y sur de Italia, pero sí está presente en la Grecia continental, Islas Cícladas y Creta, además de Cerdeña y Córcega. Rara en Noruega, Suecia y Finlandia. Prefiere los campos abiertos, los bosques e incluso se puede ver en basureros.

## Comportamiento

### Carácter
Tímida y salvaje donde se le caza o persigue, pero en zonas donde no se le molesta es atrevida. Además, se le puede ver en pueblos y a las afueras de ciudades no muy grandes.

### Alimentación
Se alimenta de invertebrados, huevos y granos del suelo; con frecuencia, se agrupa en bandadas en prados con estiércol.
Omnívora y oportunista, captura toda clase de presas. Les encantan los cereales y las verduras. Cerca de campos agrícolas arrasa con todo: zanahorias, patatas, maíz, lechuga, coliflor, uva, cerezas, manzanas... cualquier producto le sirve aunque, eso sí, acaba con plagas perjudiciales como las langostas, orugas u otros gusanos, como el gusano blanco. En época de cría, ceba a los polluelos con insectos y, más raramente, con pollos de otras aves. En esta época, los adultos consumen aves, sus crías y huevos, insectos, invertebrados, restos de basura, desperdicios, estiércol, carroña, pescado muerto y, excepcionalmente, ratones y ratas.

## Reproducción
Tras el cortejo y la cópula, los progenitores hacen un gran nido de palitos en un árbol. Suelen formar gigantescas colonias de hasta 100 ejemplares y 50 nidos sobre un mismo árbol. Sólo realizan una nidada por año, desde marzo hasta junio.

## Galería

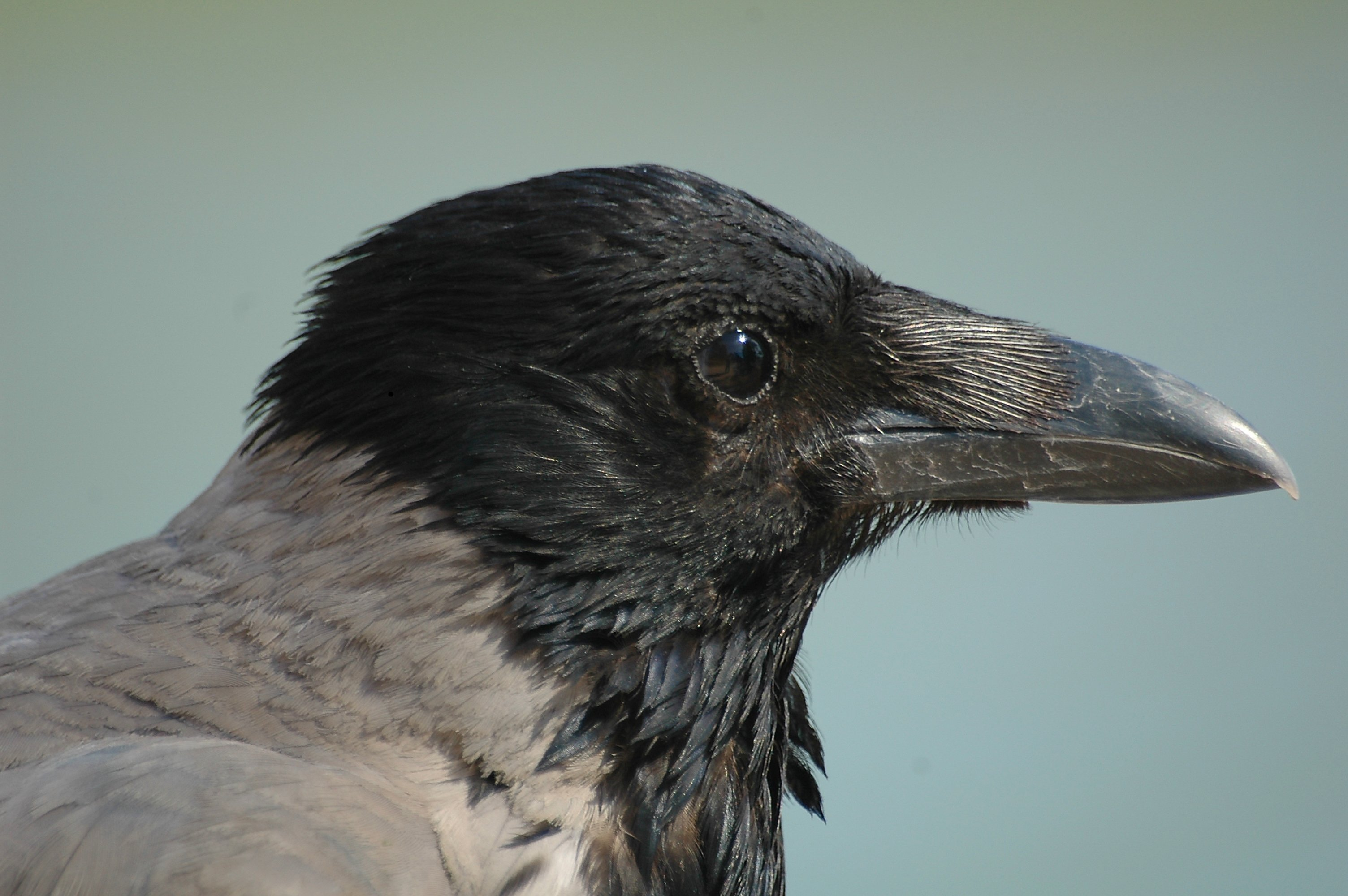
Cabeza de Corvus cornix.
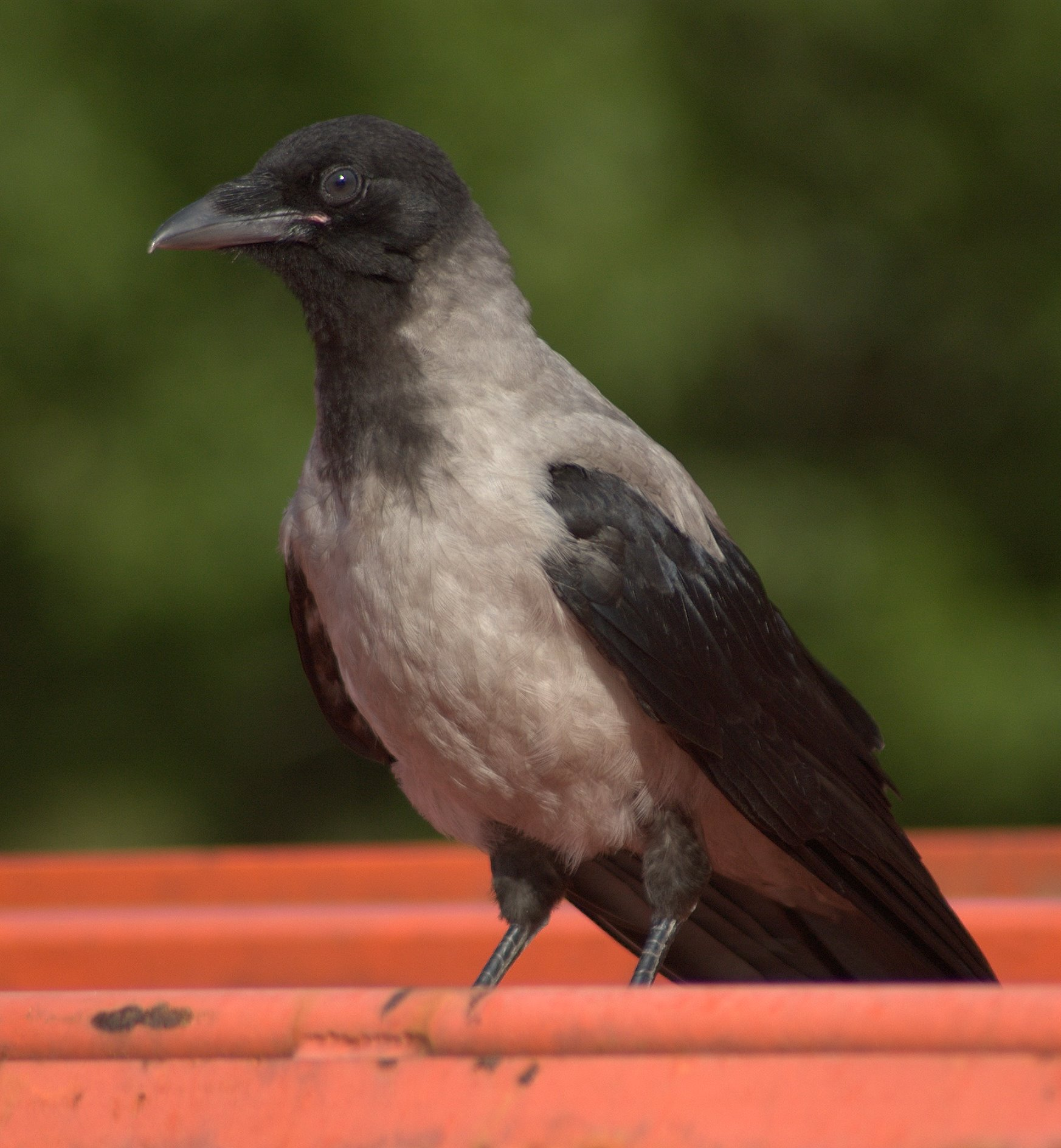
Corvus cornix.
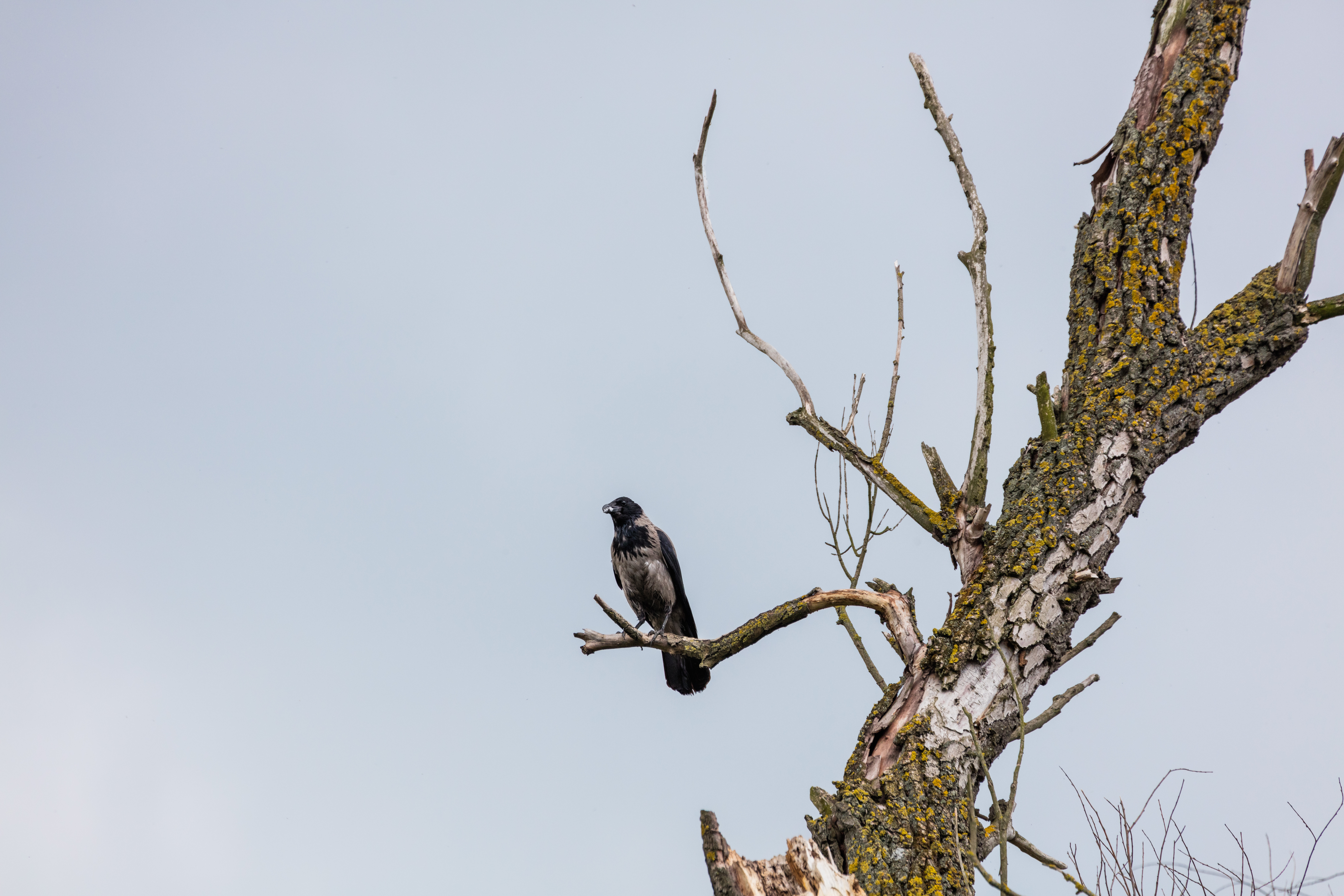
Corvus cornix en el delta del Danubio, Rumanía.
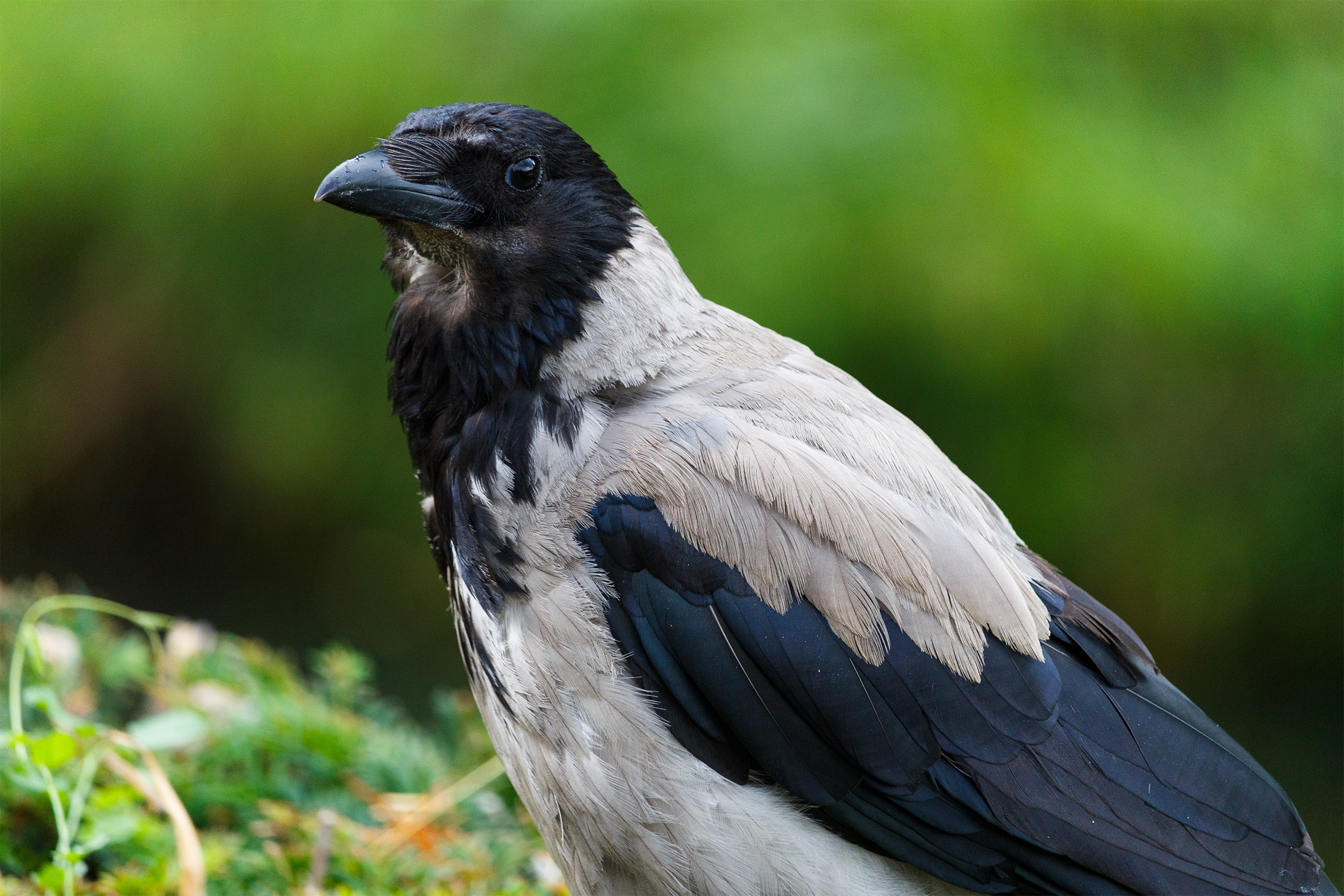
Corvus cornix.
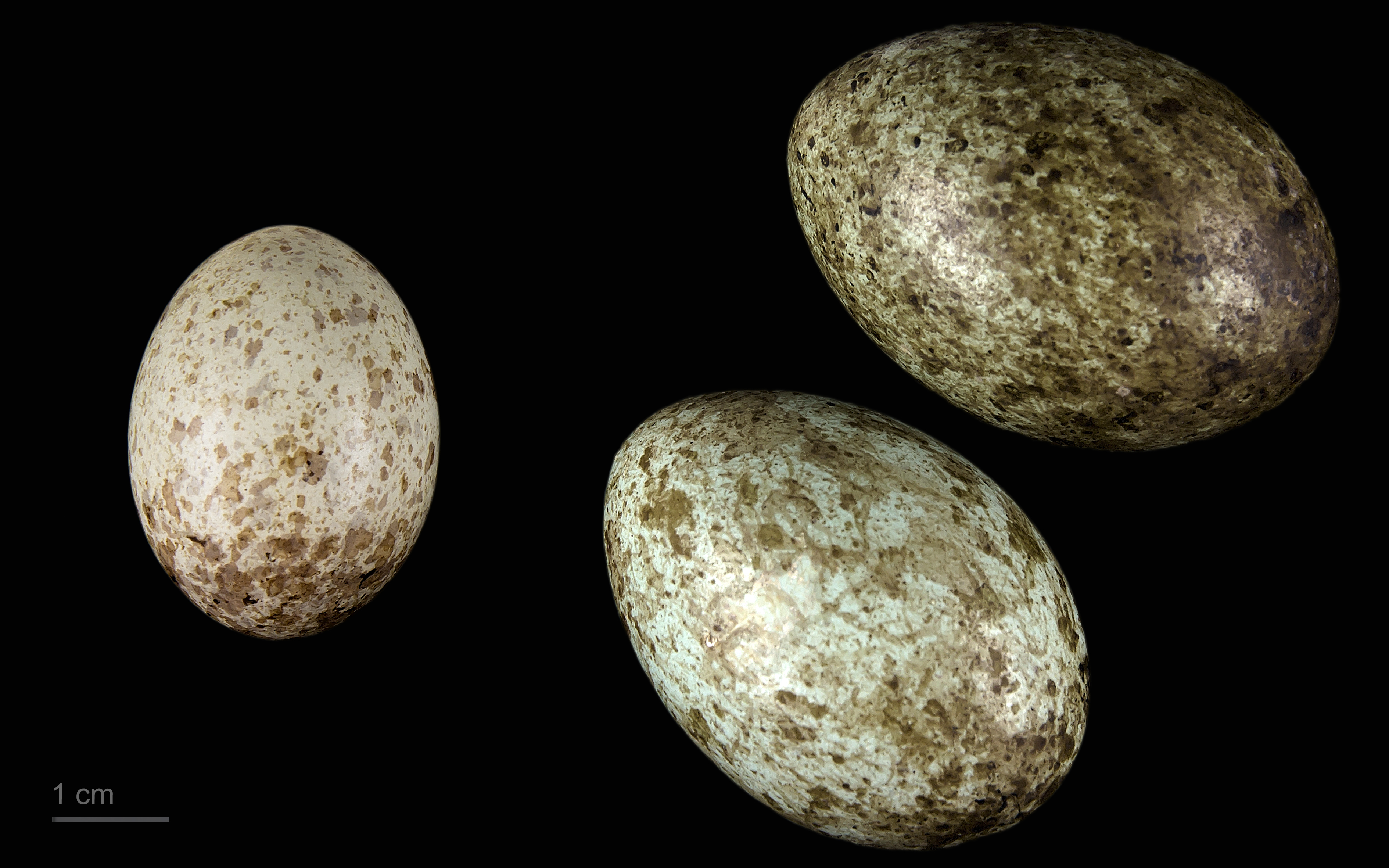
Clamator glandarius en un nido de Corvus cornix - MHNT